# Gustaf Lorentz Sommelius
Gustaf Lorentz Sommelius, soldat og digter, født 1811 i Mörrum i Blekinge, hvor faderen var præst. Trådte 1834 ind i den stående hær og udnævntes til underløjtnant ved Älvsborgs regiment. Tre år senere blev han løjtnant. Som mange andre svenske meldte han sig til frivillig tjeneste i den danske hær under krigen 1848-51. Den 4. juni 1848 kom han til Als for at melde sig ved 5. bataljon. Dagen efter var bataljonen i hård kamp lidt sydøst for Dybbøl Kirke. Folkene trykkede sig, da de skulle fremad. Sommelius sprang op på et dige, svang sabelen over hovedet og råbte "Framåt! – Hurr ---" videre kom han ikke, en fjendtlig kugle slog igennem hans hals, døden afbrød hans hurraråb. Den 8. juni 1848 blev Sommelius begravet på Augustenborg kirkegård. På gravstenen står der "Svensk af Födsel faldt han for Danmark".

## Digter
Sommelius var en begavet, lyrisk digter af et heftigt og lidenskabeligt gemyt, en "byronian", som ofte behandlede disharmoniske emner i en noget sjusket form.

## Publikationer
- Vallmoknoppar, plockade på steppen af Beppo, 1846
- Silhuetter, klippta i papp, samlade af doktor Dulcamara, 1846